# トライアル/審判
『トライアル/審判』（原題：The Trial）は、1993年制作のイギリスのミステリー・サスペンス映画。
フランツ・カフカの小説「審判」の映画化作品。

## キャスト
- ヨーゼフ・K：カイル・マクラクラン
- 神父：アンソニー・ホプキンス
- レーニ：ポリー・ウォーカー
- フルト：ジェイソン・ロバーズ
- Kの叔父：ロバート・ラング
- ビュルストナー嬢：ジュリエット・スティーヴンソン
- ティトレリ：アルフレッド・モリーナ
- フランツ：デヴィッド・シューリス
- ブロック：マイケル・キッチン
- ベルトルト：アンドリュー・ティアナン
- ジーン・ステイプルトン（クレジットなし）